# Pauci-imune
Pauci-imune é um termo geral usado para referir-se a uma forma de vasculite que é associada à mínima evidência de hipersensibilidade na imunofluorescência.
Elas podem ser associadas com os anticorpos anti-citoplasma de neutrófilo. Um exemplo é a granulomatose de Wegener.